# Liste der Mitglieder der National Academy of Sciences/1891
Im Jahr 1891 wählte die National Academy of Sciences der Vereinigten Staaten 2 Personen zu ihren Mitgliedern.

## Neugewählte Mitglieder
- Karl Gegenbaur (1826–1903)
- Jean Stas (1813–1891)